# Haarfüßiges Mausohr
Das Haarfüßige Mausohr (Myotis keaysi) ist eine in Lateinamerika verbreitete Fledermaus aus der Gattung der Mausohren.

## Aussehen
Diese Art ist eine kleine Fledermaus mit wolligem Fell. Die Kopfrumpflänge schwankt zwischen 4,1 und 5,3 cm, dazu kommen 3,3 bis 4,1 cm Schwanz. Die Färbung des Fells variiert und kann grau, braun oder rotbraun sein.
Das Haarfüßige Mausohr ähnelt anderen südamerikanischen Mausohren wie dem Schwarzen Mausohr (Myotis nigricans), dem Gezierten Mausohr (Myotis elegans) und dem Gebirgsmausohr (Myotis oxyotus) sehr stark und ist nur schwer von ihnen zu unterscheiden. Auseinanderhalten kann man diese Arten anhand von Merkmalen des Schädels, der Behaarung des Uropatagiums und der Form des Penisknochens.

## Verbreitung
Die Nordgrenze des Verbreitungsgebiets liegt in Tamaulipas (Mexiko). Von hier ist das Haarfüßige Mausohr über ganz Mittelamerika verbreitet sowie im westlichen Südamerika (Kolumbien, Venezuela, Peru, Ecuador, Bolivien, Argentinien). Auch auf der Insel Trinidad kommt sie vor.
Als Lebensraum werden sowohl Regen- als auch Trockenwälder sowie arides Buschland akzeptiert. Schlafplätze sind Kalkstein- und Baumhöhlen, heute aber auch Brücken und Hausdächer.

## Systematik
Das Haarfüßige Mausohr wurde ursprünglich als Unterart des Roten Mausohrs (Myotis ruber), dann des Schwarzen Mausohrs (Myotis nigricans) angesehen. 1973 stufte LaVal sie als eigenständige Art ein.
Man unterscheidet zwei Unterarten:
- Myotis keaysi keaysi, im Westen Südamerikas
- Myotis keaysi pilosatibialis, in Mittelamerika, im Norden Südamerikas und auf Trinidad

## Weblink
- Myotis keaysi in der Roten Liste gefährdeter Arten der IUCN 2013.2. Eingestellt von: Barquez, R., Perez, S., Miller, B. & Diaz, M., 2008. Abgerufen am 28. Dezember 2013.